# Csáfordjánosfa, Győr-Moson-Sopron
Csáfordjánosfa  este un sat în districtul Sopron, județul Győr-Moson-Sopron, Ungaria, având o populație de 200 de locuitori (2011). 

## Demografie
Componența etnică a satului Csáfordjánosfa
     Maghiari (94,21%)
     Germani (5,79%)
Componența confesională a satului Csáfordjánosfa
     Luterani (12,5%)
     Fără religie (1,5%)
     Necunoscută (86%)
Conform recensământului din 2011, satul Csáfordjánosfa avea 200 de locuitori. Din punct de vedere etnic, majoritatea locuitorilor (94,21%) erau maghiari, cu o minoritate de germani (5,79%). Nu există o religie majoritară, locuitorii fiind luterani (12,5%) și persoane fără religie (1,5%). Pentru 86,0% din locuitori nu este cunoscută apartenența confesională.